# Piraju (ort)
Piraju är en ort i Brasilien.   Den ligger i kommunen Piraju och delstaten São Paulo, i den södra delen av landet, 800 km söder om huvudstaden Brasília. Piraju ligger 561 meter över havet och antalet invånare är 25 270.
Terrängen runt Piraju är platt åt nordost, men åt sydväst är den kuperad. Runt Piraju är det ganska glesbefolkat, med 38 invånare per kvadratkilometer.. Närmaste större samhälle är Tejupá, 16,6 km söder om Piraju.
Omgivningarna runt Piraju är huvudsakligen savann.